# Daimalos
Daimalos es una localidad española del municipio de Arenas, en la provincia de Málaga, Andalucía. Se trata de un pequeño pueblo blanco de unos 50 habitantes situado a unos 1,5 kilómetros del núcleo principal del municipio. El origen de la localidad parece ser una alquería árabe llamada Daymús o Daimuz, que quiere decir cortijo, que tras la expulsión de los moriscos después de la batalla del Peñón de Frigiliana en 1569 quedó casi abandonada. Destaca la Iglesia de la Concepción, edificio mudéjar declarado Bien de Interés Cultural.

## Geografía humana

### Demografía
| Gráfica de evolución demográfica de Daimalos Vados entre 1842 y 1860 |
| |
| Población de derecho según los censos de población del INE Población de hecho según los censos de población del INEEntre el censo de 1877 y el anterior, este municipio desaparece porque se integra en el municipio 29019 (Arenas) |

En 2012 tenía una población de 39 habitantes.

## Referencias

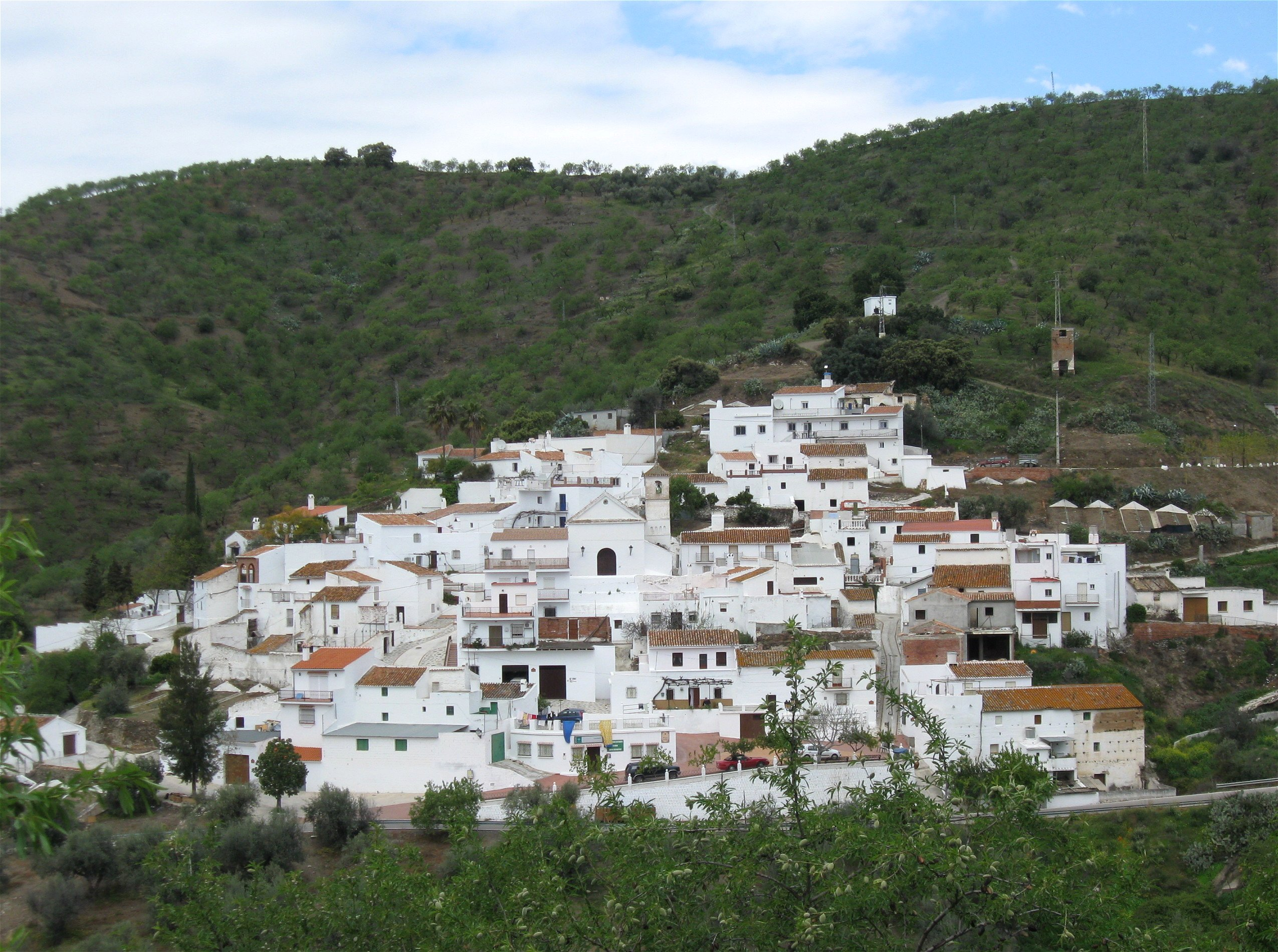
Vista de Daimalos.